# Caroline Lamb
Lady Caroline Lamb (Londen, 13 november 1785 - Mesolongi, 26 januari 1828) was een Brits aristocrate en romanschrijfster die vooral bekend werd vanwege haar verhouding met Lord Byron. Ze werd geboren op Canford House in Dorset als Caroline Ponsonby, de enige dochter van de vier kinderen van de politicus Frederick Ponsonby, 3e Graaf van Bessborough (1758–1844) en zijn echtgenote Lady Henrietta Frances Spencer (1761–1821), een dochter van John Spencer, 1e Graaf Spencer en Margaret Georgiana Poyntz. Lady Carolines moeder was een maîtresse van de Britse koning George IV.

## Leven
Haar jeugd bracht Lady Caroline door met een groepje neven en nichten, waaronder haar tante aan moederszijde Georgiana Cavendish, Hertogin van Devonshire. Reeds als kind bleek Lady Caroline zeer taalgevoelig, wat tot uiting kwam in het vloeiend spreken van zowel Frans als Italiaans en bedrevenheid in Latijn en Grieks. In juni 1805 trouwde ze met de Engelse aristocraat en politicus William Lamb, 2e Burggraaf Melbourne (1779–1848). Lady Caroline heeft nooit de titel Burggravin Melbourne gedragen omdat haar echtgenoot de titel pas verwierf na haar dood. Na twee miskramen werd in 1807 het enige kind van het paar, George Augustus Frederick, geboren. Het kind had waarschijnlijk een vorm van autisme, wat samen met de politieke ambities van haar man zijn tol eiste van het huwelijk.
In 1812 ontmoette Lady Caroline de dichter Lord Byron (1788–1824). Er ontstond een affaire die duurde tot 1813, maar zelfs na het einde van de verhouding bleef Lady Caroline bezeten van de dichter. Dit gegeven zou sterke invloed uitoefenen op zowel Lady Carolines als Byrons literaire werk. 
Lady Carolines bekendste roman 'Glenarvon', die onder pseudoniem verscheen in 1816, gold als een gothic novel en bevatte nauwelijks verhulde literaire portretten van haarzelf en Lord Byron in de hoofdpersonen. De mannelijke hoofdpersoon was de eerste Byronische held buiten het werk van Byron zelf. Verder bevatte het boek een aantal opvallende karikaturen van bekende societypersonen, hetgeen de positie van Lady Caroline binnen de Engelse society onder druk zette. 
Hoewel William Lamb haar niet had willen verlaten, haalde Lady Caroline haar man in 1825 uiteindelijk over zich van haar te laten scheiden. Lady Caroline, die altijd een kwetsbare gezondheid had gehad, stierf in 1828 op 42-jarige leeftijd aan de gevolgen van alcohol- en laudanumconsumptie.
- Bibliothèque nationale de France: cb12458177z (data)
- Gemeinsame Normdatei: 119111241
- International Standard Name Identifier: 0000 0000 8395 4600
- Library of Congress Control Number: n78086434
- MusicBrainz: 4f6efc1e-bb4f-4f1b-bf37-c5e66d320227
- Bibliotheek van het Japanse parlement: 00620970
- Nationale bibliotheek van Australië: 35288613
- Nationale Bibliotheek van Israël: 987007264281705171
- Nederlandse Thesaurus van Auteursnamen: 109651200
- LIBRIS: 314153
- SNAC: w6dn4mv8
- Système universitaire de documentation: 108018520
- Trove: 898867
- Virtual International Authority File: 76413276
- WorldCat: E39PBJgMDc8b8Tw8MMqTm48KVC